# Orosz labdarúgó-szövetség
Orosz labdarúgó-szövetség [RFU] (oroszul: Российский Футбольный Союз, magyar átírásban: Rosszijszkij Futbolnij Szojuz). Székhelye Moszkva.

## Történelme
1912-ben Szentpéterváron alapították meg az összorosz labdarúgó-szövetséget. A Nemzetközi Labdarúgó-szövetségnek 1912-től, majd 1946-tól (1992-ig a Szovjetunió labdarúgó-szövetségeként) tagja. 1992-től előbb mint a Független Államok Közössége, majd mint Oroszország nemzeti labdarúgó-szövetsége folytatólagosan viszi tovább a sportfeladatokat. Fő feladata a nemzetközi kapcsolatokon kívül, az Orosz labdarúgó-válogatott férfi és női ágának, a korosztályos válogatottak, illetve a nemzeti bajnokság szervezése, irányítása. A működést biztosító bizottságai közül a Játékvezető Bizottság (JB) felelős a játékvezetők utánpótlásáért, elméleti (teszt) és cooper (fizikai) képzéséért.

## Elnökök
- Vjacseszlav Koloszkov (1992-2005)
- Vitalij Mutko (2005-2009)
- Nyikita Szimonyan (2009-2010)
- Szergej Furszenko (2010-2012)
- Nyikita Szimonyan (2012)
- Nyikolaj Tolsztih (2012–2015)